# Bristol Scout
El Bristol Scout fue un biplano monoplaza con motor rotativo diseñado originalmente como avión de carreras. Al igual que otros aviones ligeros y rápidos similares de la época, fue utilizado por el RNAS y el RFC como modelo de "explorador" (scout) o de reconocimiento rápido. Fue uno de los primeros monoplazas en ser utilizados como avión de caza, aunque no fue posible equiparlo con un armamento efectivo de tiro frontal hasta que los primeros mecanismos sincronizadores de diseño británico estuvieron disponibles más tarde en 1916, momento en el que el Scout ya estaba obsoleto. Los cazas monoplaza siguieron llamándose "scouts" en el servicio británico hasta principios de la década de 1920.

## Diseño y desarrollo

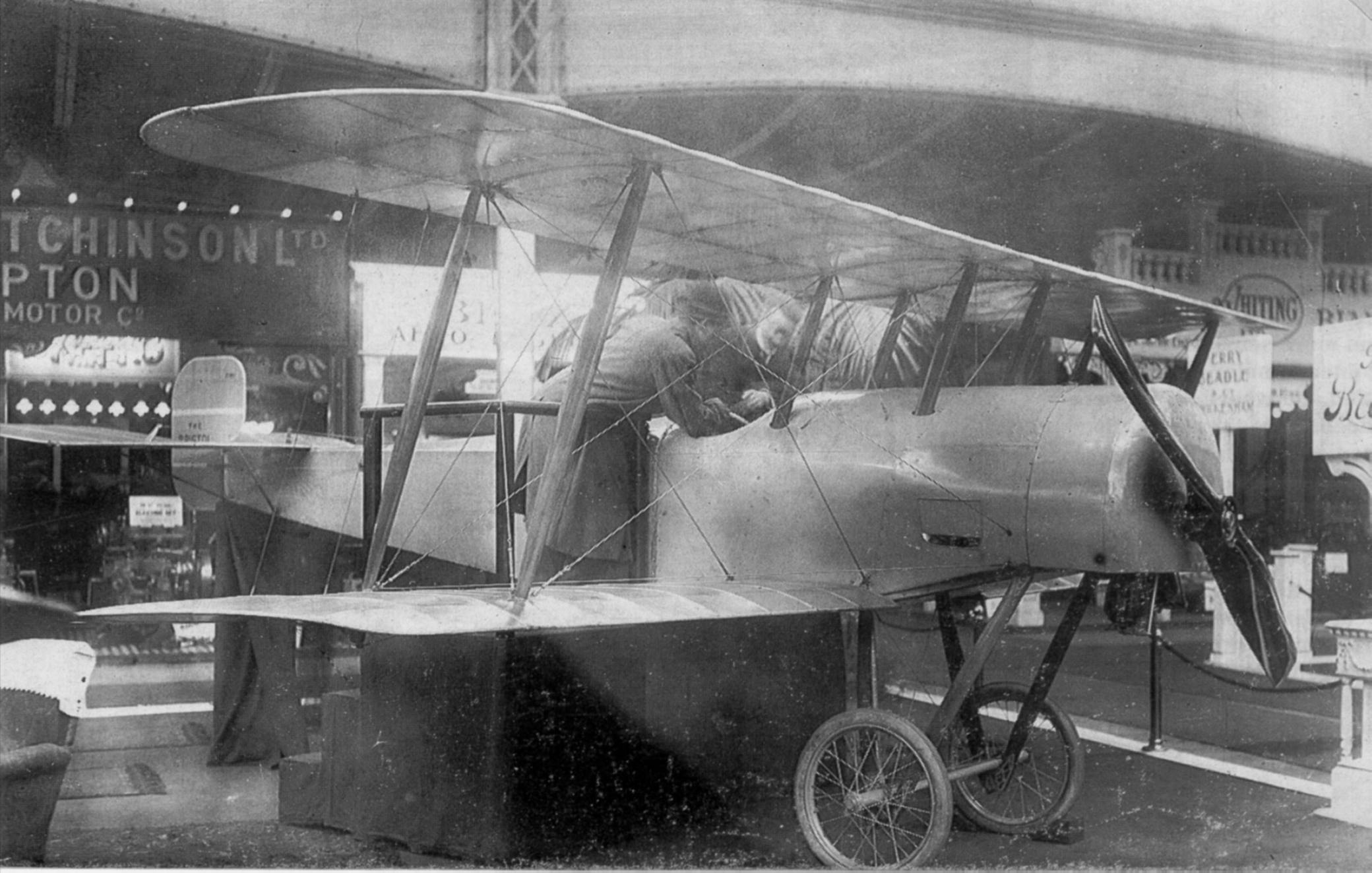
Prototipo del Bristol Scout en el Olympia Aero Show de 1914.

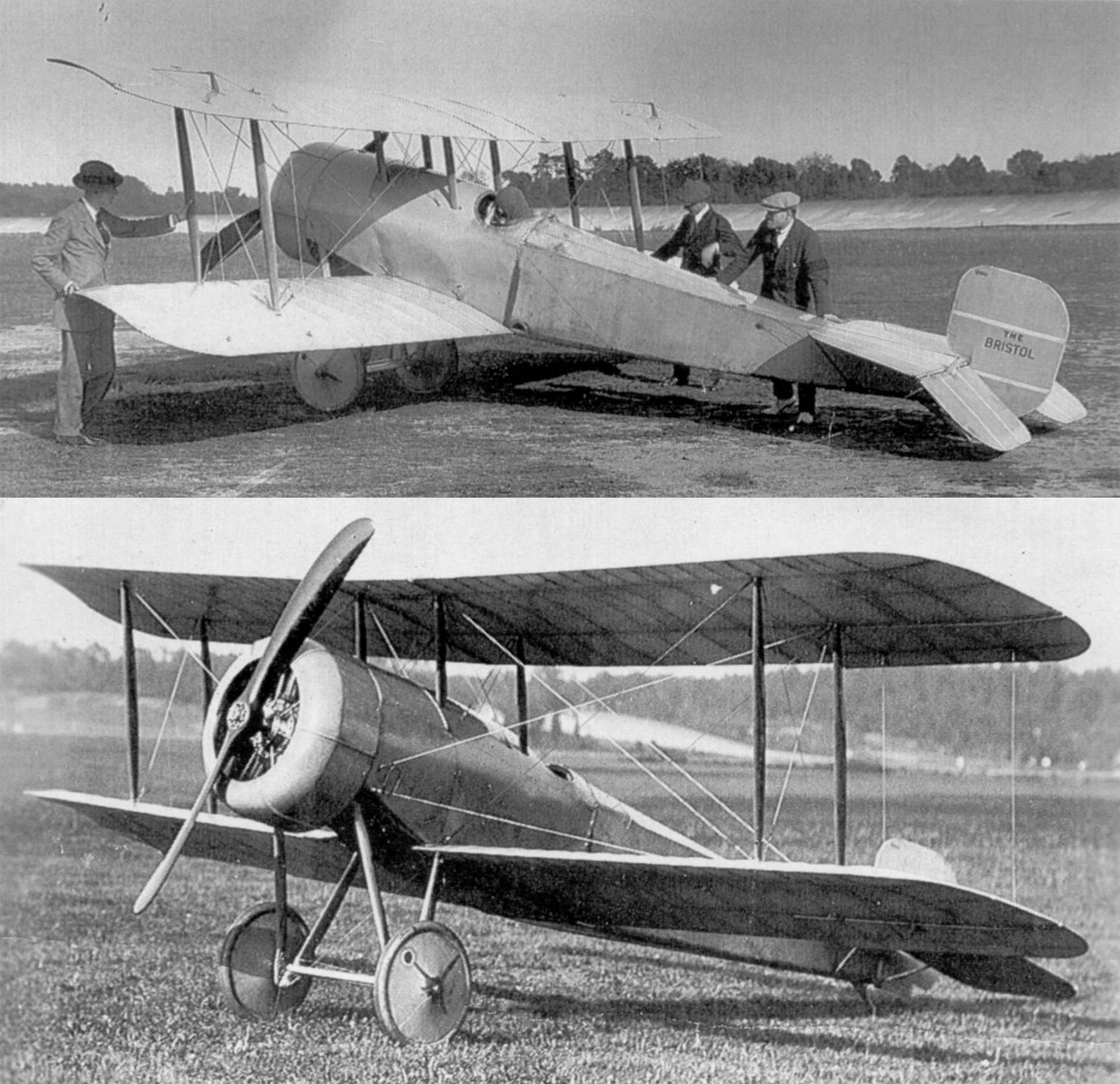
El Bristol Scout A revisado a finales de la primavera de 1914.

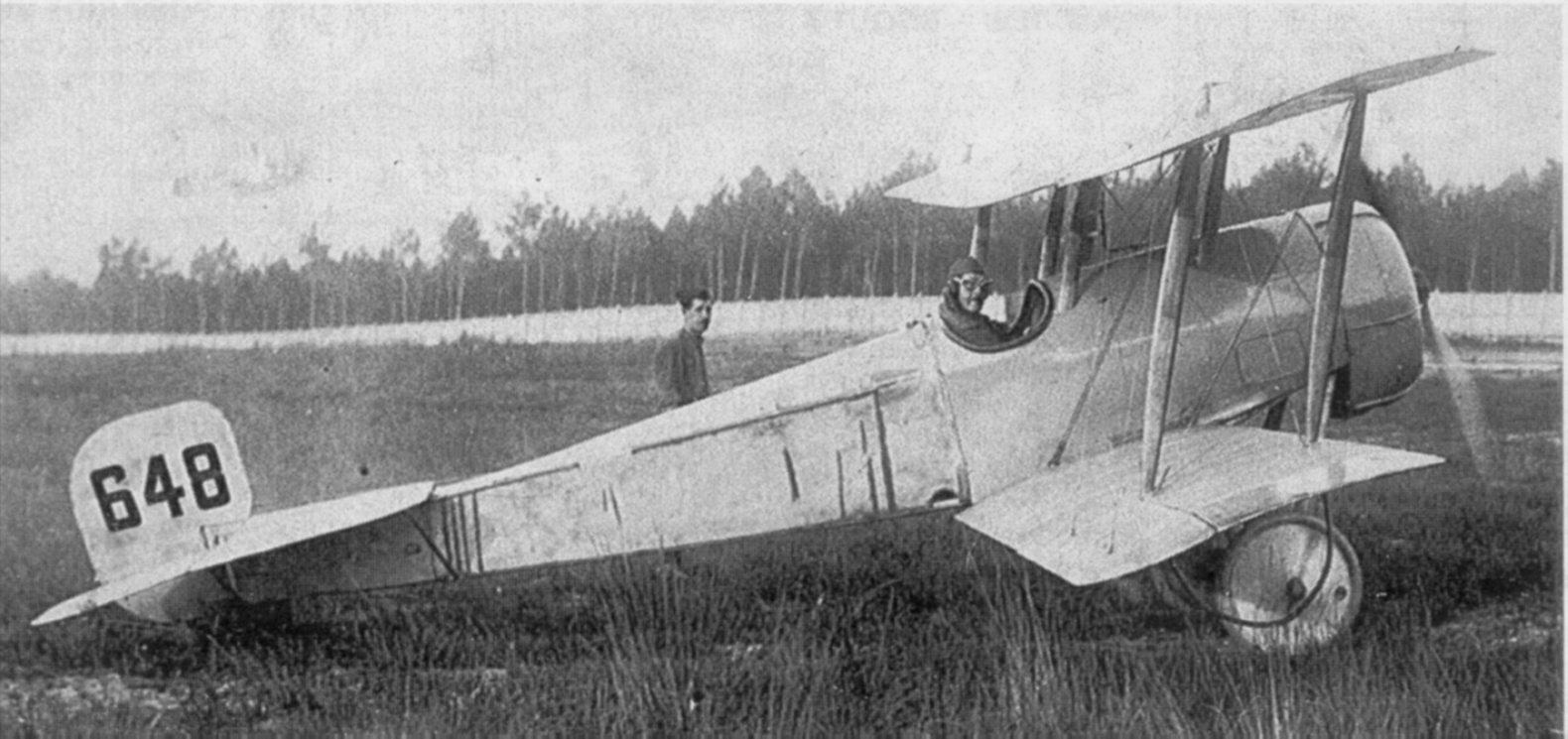
El segundo Scout B producido (s/n 648).

El Bristol Scout fue diseñado en la segunda mitad de 1913 por Frank Barnwell y Harry Busteed, el piloto de pruebas jefe de Bristol, que pensaron en construir un pequeño biplano de alto rendimiento mientras probaban el hidroavión Bristol X.3, un proyecto que había sido diseñado por un departamento de diseño secreto separado dirigido por Barnwell. El diseño recibió inicialmente el número de fábrica SN.183, heredado de un diseño cancelado para el Gobierno italiano realizado por Henri Coandă, cuyo fuselaje a medio terminar permaneció en los talleres y los dibujos del avión llevaban este número.
El diseño era un biplano de un solo vano de envergaduras iguales, con alas escalonadas de cuerdas paralelas con puntas de ala inclinadas y alerones instalados en las alas superior e inferior, que estaban aparejadas con aproximadamente medio grado de diedro, lo que las hacía parecer casi rectas cuando se las veía desde el frente. La sección del ala fue diseñada por Coanda y se había utilizado para las alas de los Bristol Coanda Biplane. El fuselaje de sección rectangular era una estructura de madera arriostrada mediante cables construida de fresno y abeto, con la sección delantera recubierta con láminas de aluminio y la sección trasera recubierta de tela. Estaba propulsado por un motor rotativo Gnome Lambda de 60 kW (80 hp) encerrado en una cubierta que no tenía zona frontal abierta, aunque se había cortado la parte inferior para permitir que el aire de refrigeración llegara al motor. Tenía un timón compensado rectangular sin empenaje fijo y elevadores divididos unidos a un estabilizador horizontal sin sustentación. Las superficies de cola horizontales fijas estaban delineadas en tubo de acero con costillas de madera y los elevadores estaban construidos completamente de tubo de acero.
El primer vuelo fue realizado en Larkhill el 23 de febrero de 1914 por Busteed y luego fue exhibido en el Aero Show de marzo de 1914 en el Olympia, Londres. Después de más vuelos en Larkhill, el prototipo, más tarde denominado Scout A, fue devuelto a la fábrica de Filton y equipado con alas más grandes, aumentando la cuerda en 15 cm y la envergadura de 6,71 m a 7,49 m. Estaban aparejadas con un diedro aumentado de 1 3⁄4 °. Otros cambios incluyeron un timón más grande, una nueva cubierta frontal abierta con seis costillas de refuerzo externas distribuidas en ángulos simétricamente desiguales alrededor de los lados de la cubierta (especialmente cuando se ve desde el "morro") y ruedas recubiertas con paneles de tela. Fue evaluado por el Ejército británico el 14 de mayo de 1914 en Farnborough, cuando, pilotado por Busteed, el avión alcanzó una velocidad de 157 km/h, con una velocidad de entrada en pérdida de 64 km/h. El avión fue inscrito posteriormente para el Aerial Derby de 1914, pero no participó porque el clima el día de la carrera era tan malo que Bristol no quería arriesgar el avión. En ese momento se estaban construyendo dos ejemplares más (números de fábrica 229 y 230) y el prototipo se vendió a Lord Carbery por 400 libras sin su motor. Carbery lo equipó con un Le Rhône 9C rotativo de nueve cilindros y 80 hp, y lo inscribió en la carrera Londres-Mánchester celebrada el 20 de junio, pero dañó el avión al aterrizar en Castle Bromwich y tuvo que retirarse. Después de las reparaciones, incluida una modificación del tren de aterrizaje para ensanchar la vía, Carbury lo inscribió en la carrera Londres-París-Londres celebrada el 11 de julio, pero tuvo que abandonar el avión en el Canal de la Mancha en el tramo de regreso, ya que, en Francia, sólo uno de los dos depósitos de combustible se había llenado, por error. Carbury logró aterrizar junto a un barco y escapó, pero el avión se perdió.
Los números 229 y 230, posteriormente designados Scout B cuando Frank Barnwell dio retrospectivamente números de modelo a los primeros aviones Bristol, eran idénticos al Scout A modificado, excepto por tener patines debajo del ala estilo medio aro, lo que parecen ser seis costillas de refuerzo ubicadas alrededor de la superficie circunferencial exterior de la cubierta del motor (también hecha con una abertura frontal circular más grande para refrigerar el motor en comparación con el Scout A) y un timón agrandado. Terminados poco después del estallido de la guerra en agosto de 1914, fueron requisados por el Ministerio de Guerra. Dadas las matrículas 644 y 648 del Real Cuerpo Aéreo, uno fue asignado al Escuadrón N.° 3 y el otro al Escuadrón N.° 5 para su evaluación. El 644 sufrió daños irreparables el 12 de noviembre de 1914 en un aterrizaje forzoso.
Impresionado por el rendimiento del avión, el Ministerio de Guerra encargó doce ejemplares el 5 de noviembre y el Almirantazgo ordenó otros 24, el 7 de noviembre. El avión de producción, posteriormente llamado Scout C, se diferenciaba de sus predecesores principalmente en los detalles de construcción, aunque la capota fue reemplazada por una con una pequeña abertura frontal y sin costillas de refuerzo, la cubierta superior frente a la cabina tenía una curva más alta y la cubierta de aluminio de los lados del fuselaje se extendía sólo hasta los soportes de la sección central delantera, por detrás de los cuales la cubierta era de madera contrachapada.

## Historial operacional

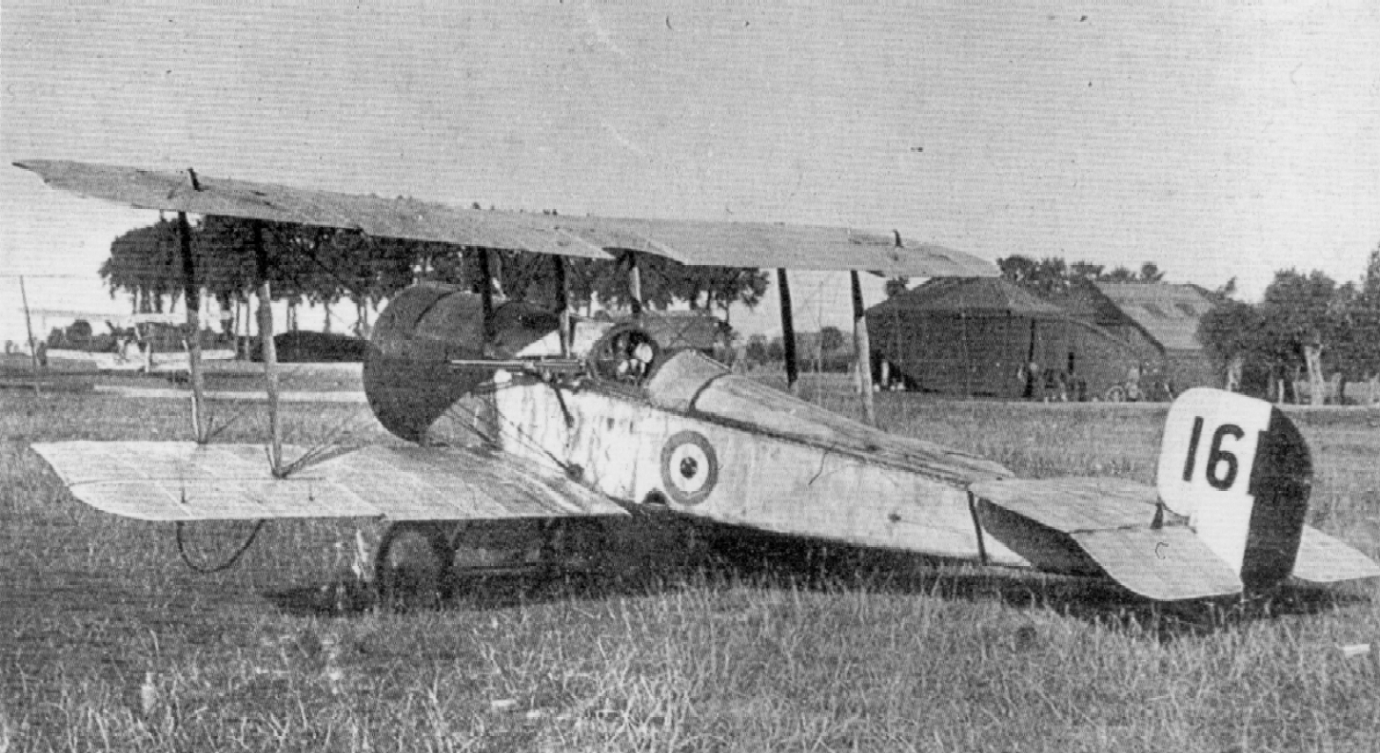
El Scout C real, matrícula 1611 del RFC, pilotado por Lanoe Hawker el 25 de julio de 1915 en su misión para ganar la Cruz Victoria. Este avión también tenía el depósito de aceite del motor ubicado en la parte trasera de los primeros Scout C.

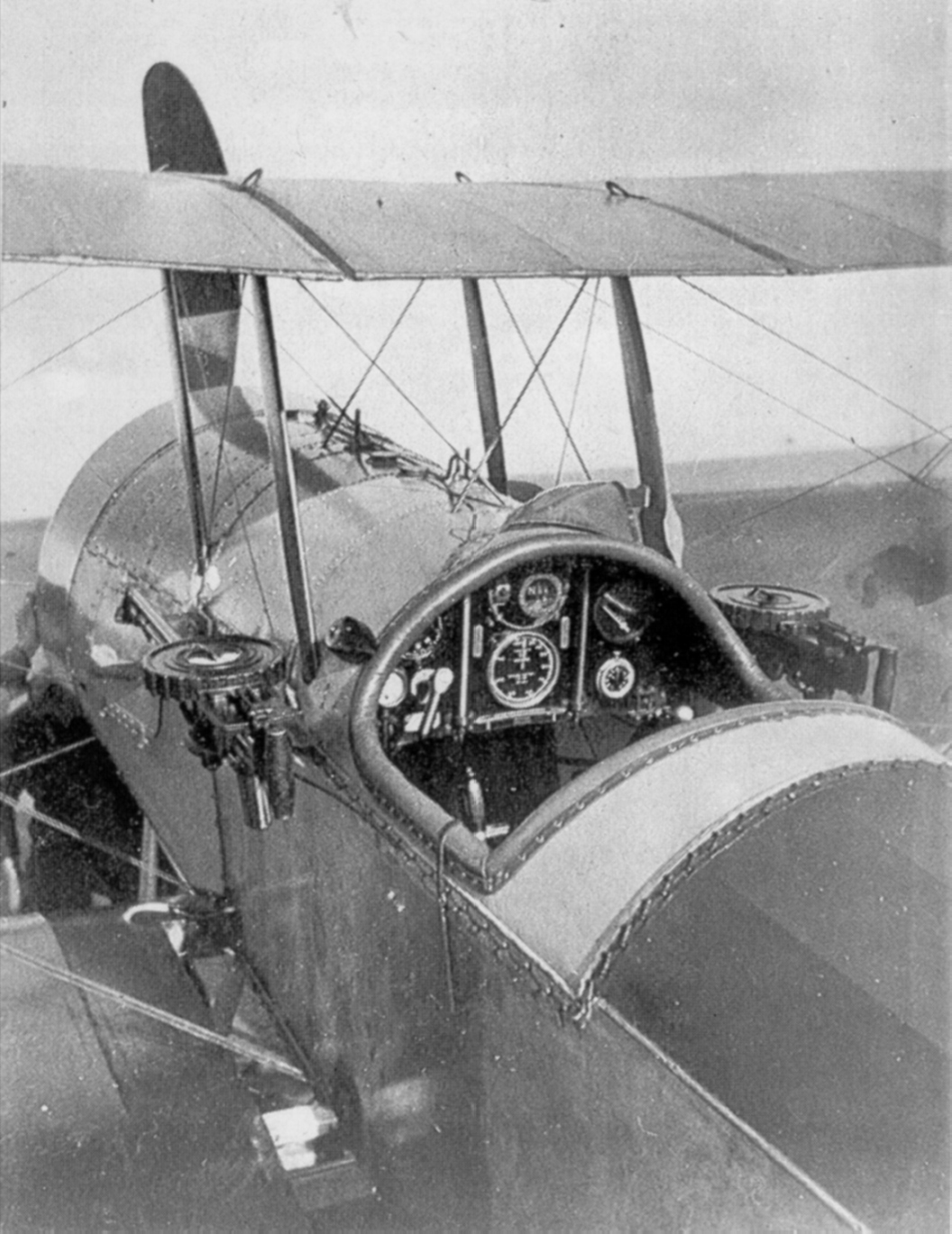
Bristol Scout D del RNAS con dos ametralladoras Lewis no sincronizadas instaladas en soportes, similares a las Scout C del capitán Hawker del RFC, lo que les permite disparar de forma oblicua fuera del arco de la hélice.

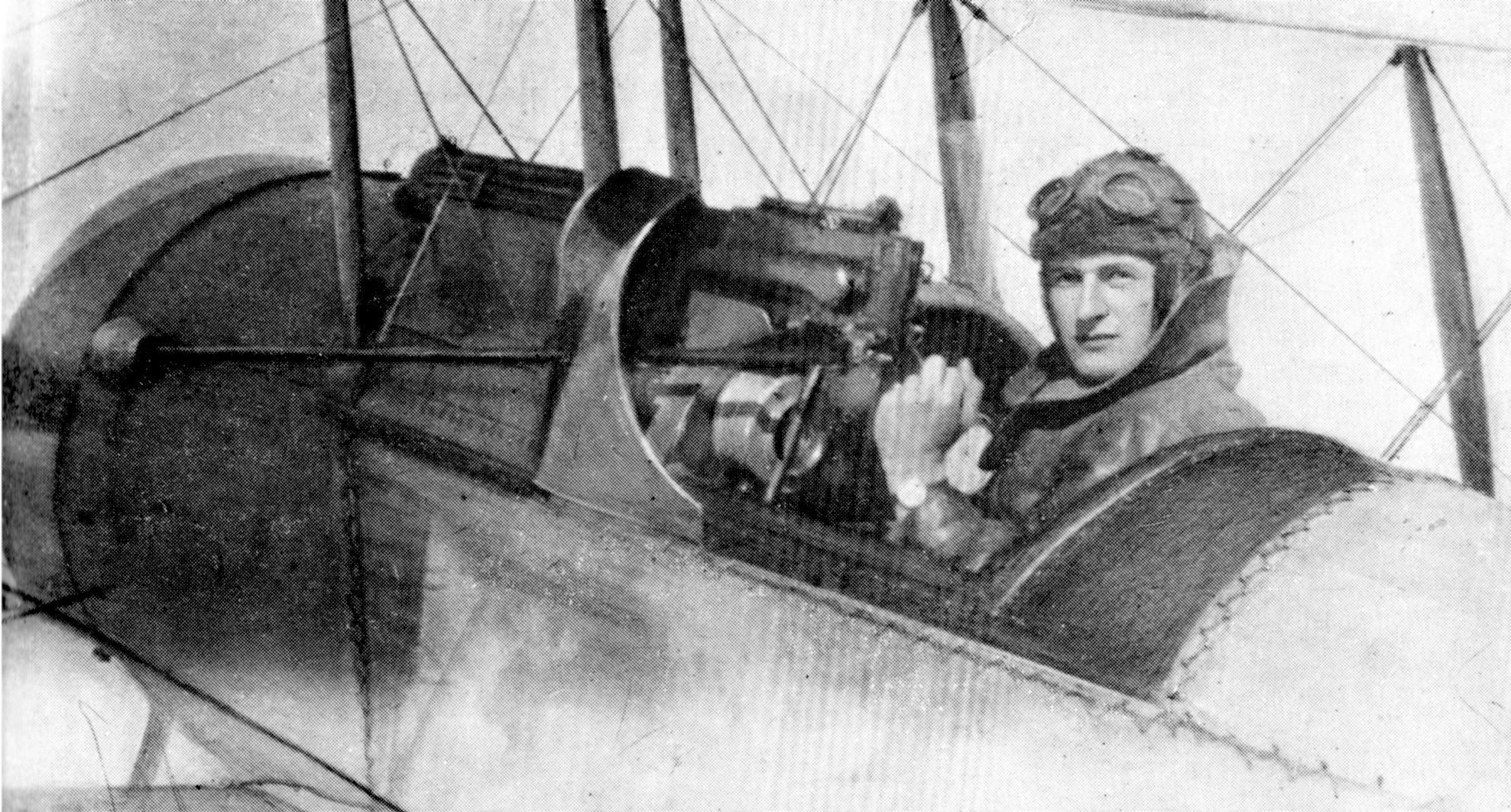
Sincronizador Vickers-Challenger instalado en el Bristol Scout: muestra la conexión entre el motor y el arma.

El período de servicio del Bristol Scout (1914-1916) marcó el génesis del avión de combate como un tipo distintivo y muchos de los primeros intentos de armar aviones británicos de configuración tractora con armas de fuego frontal se probaron en acción utilizando Bristol Scout. Estos comenzaron armando del segundo Scout B, matrícula 648 del RFC, con dos rifles, uno a cada lado, apuntando hacia afuera y hacia adelante para evitar el arco de la hélice.
Dos de los primeros aviones Bristol Scout C del RFC, los 1609 y 1611, pilotados por el capitán Lanoe Hawker con el Escuadrón N.° 6 del RFC, fueron cada uno, en su momento (como el 1609 fue dado de baja por daños en combate, el 1611 recibió su instalación de montaje artillado como reemplazo) armados con una ametralladora Lewis en el lado izquierdo del fuselaje, de forma casi idéntica a la de los rifles probados en el segundo Scout B, utilizando un montaje que Hawker había diseñado. Cuando Hawker derribó dos aviones alemanes y obligó a aterrizar a un tercero el 25 de julio de 1915 sobre Passchendaele y Zillebeke, recibió la primera Cruz Victoria de la historia por las acciones de un piloto de caza/explorador militar monoplaza británico en combate aéreo contra un avión enemigo más pesado que el aire, después de las anteriores concesiones de la Cruz Victoria a William Rhodes-Moorhouse (volando un biplano de observación biplaza B.E.2) y Reginald Warneford (volando contra un Zeppelin enemigo) en abrilLondon Gazette (29170). 21 de mayo de 1915. y junio de 1915 respectivamente.
Algunos de los 24 Scout C de producción inicial para el RNAS estaban armados con una (u ocasionalmente dos) ametralladoras Lewis, a veces con la ametralladora Lewis montada en la parte superior de la sección central del ala superior a la manera del Nieuport 11; más común fue una elección de ubicación muy dudosa por parte de algunos pilotos del RNAS, al montar la ametralladora Lewis en el fuselaje delantero de sus Scout C, como si fuera un arma sincronizada, disparando directamente hacia adelante y a través del arco de la hélice, una acción que probablemente resultaría en daños graves a la misma. El tipo de cuñas deflectoras de balas que Roland Garros había probado en su monoplano Morane-Saulnier N también se probó en uno de los últimos Scout C del RFC, el No. 5303, pero dado que esto parecía haber requerido también el uso del inmenso cono de "cazuela" del Morane N, que bloqueaba casi totalmente el aire de refrigeración que llegaba al motor, el método de cuña deflectora no se siguió utilizando con los Bristol Scout.
Un Scout del RNAS fue el primer avión terrestre que voló desde un barco, cuando el teniente de vuelo H.F. Towler voló el No. 1255 desde la cubierta de vuelo del portaaviones HMS Vindex el 3 de noviembre de 1915. Como un intento de defensa contra los dirigibles alemanes, algunos Scout D del RNAS fueron equipados con dardos Ranken, una flechette con 0,45 kg de explosivo por proyectil, lanzados desde un par de contenedores cilíndricos verticales instalados debajo del asiento del piloto, cada uno conteniendo 24 dardos. El 2 de agosto de 1916, el teniente de vuelo C.T. Freeman voló un Scout desde la cubierta del Vindex y atacó al Zeppelin L 17 con dardos Ranken. Ninguno de los dardos causó daños al Zeppelin, y como el avión de Freeman no podía aterrizar en el Vindex y estaba demasiado lejos de la tierra para un regreso seguro, tuvo que amerizar de su Scout C después del ataque.
En marzo de 1916, el Scout C No. 5313 del RFC fue equipado con una ametralladora Vickers, sincronizada para disparar a través de la hélice mediante el complicado mecanismo sincronizador Vickers-Challenger, el único mecanismo disponible para el RFC en ese momento. Otros seis Scout, los últimos Scout C y los primeros Scout D, también fueron equipados con la misma combinación. Todos los modelos que utilizaban este dispositivo (incluidos los B.E.12, R.E.8 y Vickers F.B.19) tenían el arma montada en el lado de babor del fuselaje. El intento de utilizar el mecanismo para sincronizar un arma montada centralmente en el Bristol Scout fracasó y las pruebas, que continuaron al menos hasta mayo de 1916, dieron como resultado el abandono de la idea, y ningún Bristol Scout armado con Vickers fue utilizado en las operaciones.
Ninguno de los escuadrones del RFC o del RNAS que operaban el Bristol Scout estaban equipados exclusivamente con este avión, y hacia finales del verano de 1916 no se suministraban nuevos aviones del modelo a los escuadrones británicos de ninguno de los dos servicios; los primeros escuadrones de caza en servicio con el RFC estaban equipados en su lugar con el caza monoplaza de configuración propulsora Airco DH.2. Un pequeño número de Scout fue enviado al Medio Oriente (Egipto, Mesopotamia y Palestina) en 1916. Otros sirvieron en Macedonia y, con el RNAS, en el Mediterráneo Oriental. El último Bristol Scout conocido en servicio militar fue el antiguo Scout D No. 8978 del RNAS en Australia, que tenía base en Point Cook, cerca de Melbourne, en octubre de 1926.
Una vez que los Scout ya no fueron necesarios para el servicio de primera línea, fueron reasignados a unidades de entrenamiento, aunque muchos fueron retenidos por oficiales superiores como "equipos de transporte" personales.
El No. 5570 sobrevivió a la guerra y pasó a manos privadas, siendo finalmente desguazado en 1933.

## Variantes

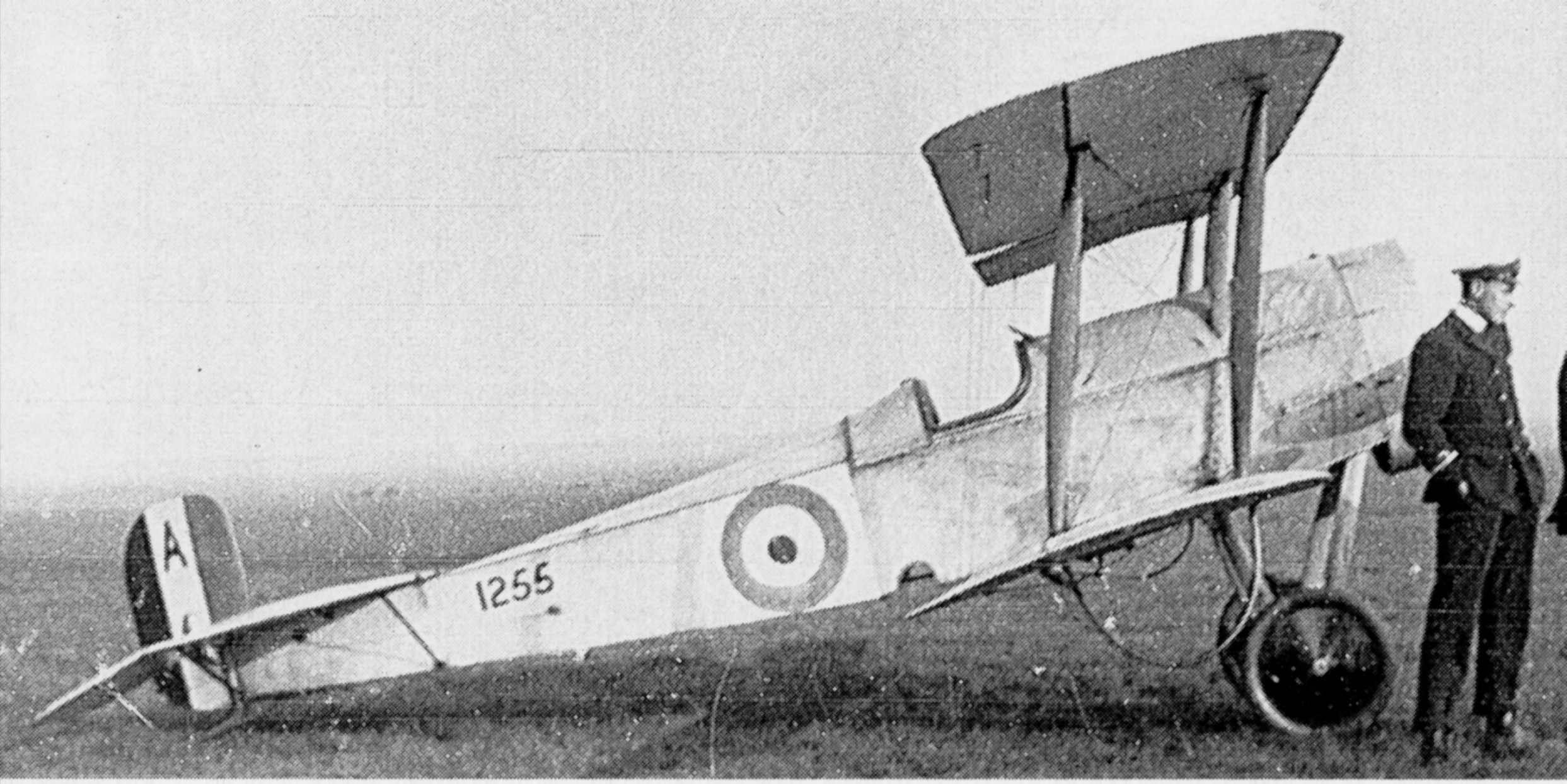
Un Bristol Scout C (n.º 1255) en servicio en el RNAS, con alojamiento adicional para el depósito de aceite del motor detrás de la cabina.

Scout A
El único prototipo del avión.
Scout B
Se fabricaron dos ejemplares, idénticos al Scout A modificado, excepto que tenían patines debajo del ala tipo medio aro y un timón agrandado.
Type 1 Scout C
Similar al Scout B anterior. Estos primeros Scout C, en una producción total de 36 aviones (doce para el RFC y 24 para el RNAS), también tuvieron su depósito de aceite principal movido a una posición directamente detrás de los hombros del piloto, lo que requirió un carenado dorsal trasero elevado inmediatamente detrás del asiento del piloto para acomodarlo. Estos aviones usaban una capota con una pequeña abertura central "en forma de cúpula" que sólo estaba destinada a usarse con el motor rotativo de siete cilindros Gnome Lambda de 80 hp, curiosamente la opción de motor rotativo que favorecía el Real Servicio Aéreo Naval.
Tras la producción inicial de 36 fuselajes del Scout C, los lotes de producción posteriores del mismo, que consistieron en 50 aviones construidos para el RNAS y 75 para el RFC, cambiaron la capota a una versión de altura más corta con frente plano capaz de albergar el motor rotativo Gnome Lambda o la opción alternativa de un motor rotativo Le Rhône 9C de nueve cilindros y 80 hp cuando no se utilizaba el Gnome Lambda, y se movió el depósito de aceite hacia adelante a una posición frente al piloto para una mejor distribución del peso y un funcionamiento más fiable del motor. El carenado posterior y relativamente "plano" en el frente, para los aviones Scout C restantes todavía tenía la pequeña abertura de la unidad abovedada, y ambos diseños de carenado tenían un corte estilo ranura circunferencial hecho a una profundidad media del carenado de aproximadamente un sexto de la circunferencia, hasta el perímetro más bajo del carenado para aumentar el efecto de refrigeración y permitir que cualquier mezcla de combustible/aceite no quemado se drenase. En total, se produjeron unas 161 estructuras del Scout C para el Ejército británico en su conjunto, y la transición al estándar Scout D se produjo en una progresión gradual de cambios de las características.
Types 2, 3, 4 y 5 Scout D
La última y más numerosa versión de producción, el Scout D, surgió gradualmente como resultado de una serie de mejoras adicionales al diseño del Scout C. Uno de los primeros cambios apareció en diecisiete de los 75 Scout C navales con un aumento en el ángulo diedro del ala de 1 3⁄4 ° a 3 °, y otros aviones en la misma serie de producción introdujeron un conjunto de superficies de cola horizontales de mayor envergadura y un timón de cuerda ensanchada, alerones de menor envergadura y una gran abertura frontal para la capota, muy similar a la del Scout B, pero hecha sin las costillas de refuerzo externas.
La más nueva capota a veces se modificaba con un abultamiento en el lado inferior de estribor para una evacuación más eficiente de los gases de escape, ya que estaba destinado a albergar la eventual opción del más potente motor rotativo Gnome Monosoupape B2 de nueve cilindros y 100 hp en lotes de producción posteriores, para mejorar el rendimiento del Scout D. Se produjeron alrededor de 210 ejemplares de la versión Scout D, de los cuales 80 fueron pedidos por el RNAS y los otros 130 por el RFC.

### Otras variantes
S.2A (Type 8)
Versión de caza biplaza del Scout D. Se construyeron dos ejemplares como avión de entrenamiento avanzado.

## Operadores
Australia
- Cuerpo Aéreo Australiano

 Grecia
- Armada Griega

 Imperio otomano
- Fuerza Aérea Otomana: operó varios aviones Bristol Scout capturados.

 Reino Unido
- Real Cuerpo Aéreo
- Real Servicio Aéreo Naval

## Supervivientes y reproducciones

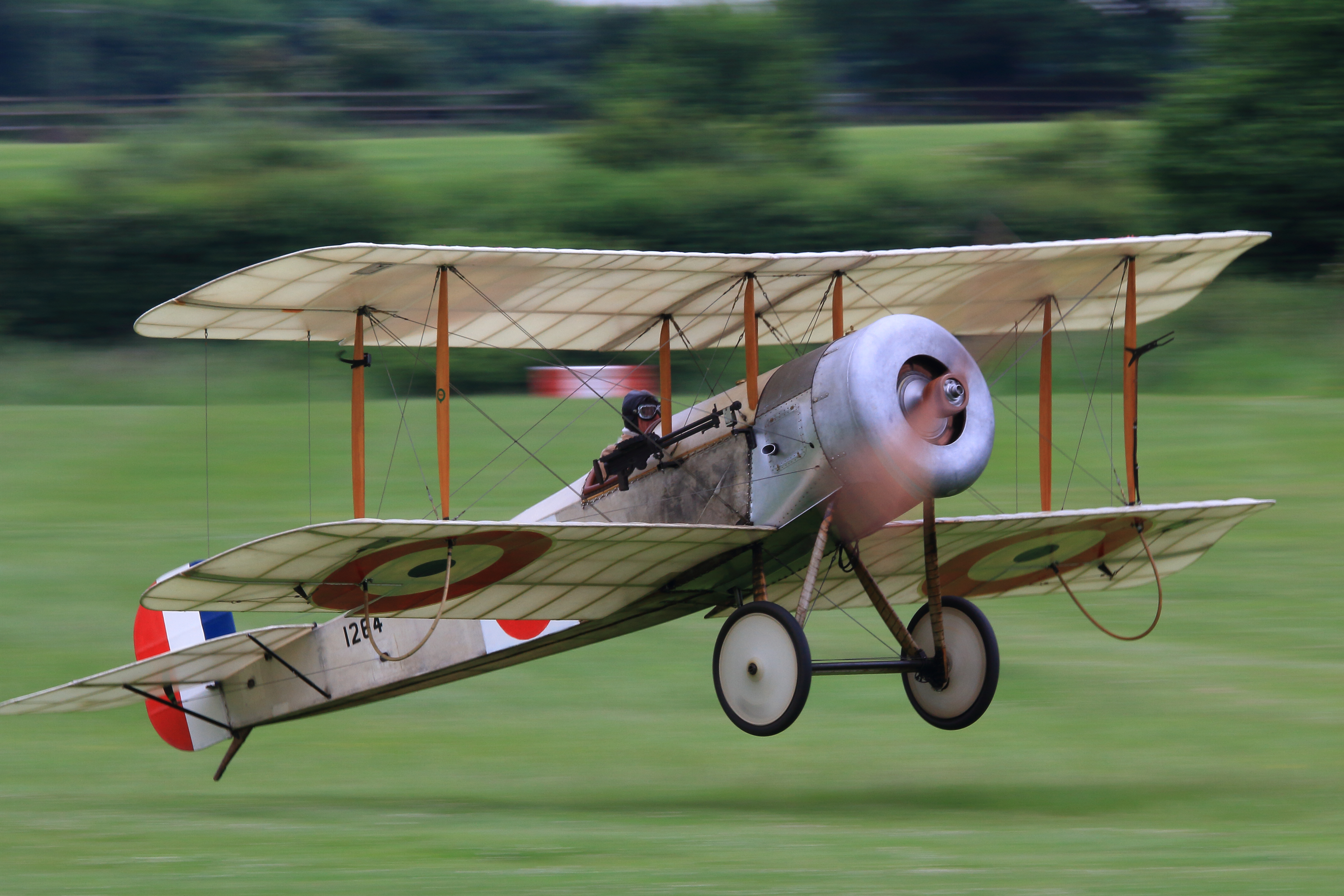
La reproducción del Scout C #1264 de la familia Bremner despegando con el motor Le Rhone 9C, verano de 2017.

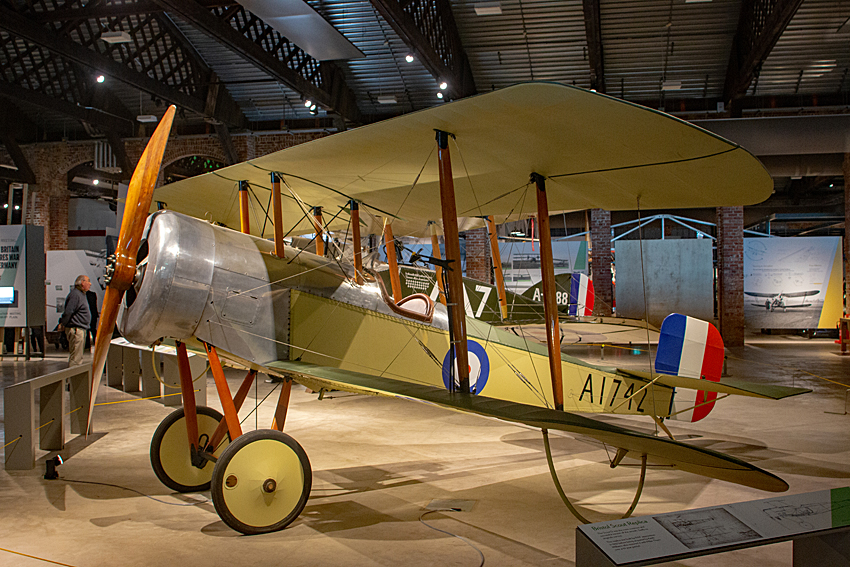
Réplica del Bristol Scout A1742 en el Aerospace Bristol.

Se han construido dos reproducciones notables y una única réplica del Bristol Scout para volar: Leo Opdycke, el fundador de la publicación trimestral AERO de la Primera Guerra Mundial, comenzó a construir una reproducción del Scout D en 1962 en el estado de Nueva York, destinada a ser propulsada por un motor rotativo Le Rhône 9C de 80 hp. El avión fue tomando forma lentamente en su casa, luego en Poughkeepsie, Nueva York, hasta principios de los años 80, cuando fue completado, luego llevado al cercano aeródromo de Old Rhinebeck y volado una vez allí con éxito, terminando en un ligero percance sin lesiones. El fuselaje completo descubierto, con motor, está hoy en exhibición en el Fleet Air Arm Museum en Yeovilton, Reino Unido.
El otro es una reproducción de Bristol Scout C, una reproducción del No. 1264, uno de los primeros 24 Scout C construidos para el RNAS, pero que utiliza la palanca de mando conservada, la barra del timón y el magneto de arranque Bosch aún funcional del avión No. 1264 original. David y Richard Bremner del Reino Unido, nietos del piloto original del No. 1264, quisieron crear un tributo en condiciones de volar a su abuelo, el piloto del RNAS Francis Donald Holden Bremner, en 2002, utilizando los artefactos del original de su abuelo. La investigación comenzó en 2002 y la construcción del fuselaje se inició en 2008. El primer vuelo de la reproducción, propulsada de manera similar al proyecto de reproducción anterior de Opdycke con un rotativo Le Rhône 9C, ocurrió el 9 de julio de 2015, con una visita al área alrededor de Galípoli, donde el avión de su abuelo estuvo basado desde diciembre de 1915 hasta agosto de 1916, para volarla donde el Scout C original de su abuelo voló contra las Potencias Centrales.
Una réplica de Bristol Scout D vuela con la NZ Warbirds Association con sede en el aeropuerto de Ardmore, Auckland, Nueva Zelanda. Esta máquina en particular fue construida en California por Herb Harkey en la década de 1990 y se completó en 1997. Tiene componentes originales de la época, como instrumentos de cabina y un auténtico motor Le Rhône de 80 hp. Llegó a Nueva Zelanda en 2018 y se exhibe regularmente en las exhibiciones aéreas anuales y jornadas de puertas abiertas de la NZ Warbirds Association.
Otra réplica de avión de tamaño real es una reproducción del Scout D No. A1742 que se encuentra en el museo Aeroespace Bristol, en el antiguo aeródromo de Filton.

## Especificaciones (Scout D)
Referencia datos: Bristol Aircraft since 1910

### Características generales
- Tripulación: Uno (piloto)
- Longitud: 6,3 m (20,7 ft)
- Envergadura: 7,5 m (24,6 ft)
- Altura: 2,6 m (8,5 ft)
- Superficie alar: 18,4 m² (198,1 ft²)
- Peso vacío: 358 kg (789 lb)
- Peso cargado: 542 kg (1194,6 lb)
- Planta motriz: 1× motor rotativo de 9 cilindros refrigerado por aire Le Rhône 9C.
  - Potencia: 60 kW (83 HP; 82 CV)
- Hélices: Bipala de paso fijo

### Rendimiento
- Velocidad máxima operativa (Vno): 151 km/h (94 MPH; 82 kt)
- Alcance: 301 km (163 nmi; 187 mi) (2 h 30 min)
- Techo de vuelo: 4900 m (16 076 ft)
- Carga alar: 29,4 kg/m² (6 lb/ft²)
- Potencia/peso: 0,110 kW/kg (0,067 hp/lb)
- Tiempo a altitud: 18 min 30 s para 3048 m (10 000 pies)

### Armamento
- Ametralladoras: 

  - 1x Lewis o Vickers

## Aeronaves relacionadas

### Aeronaves similares
- Fokker D.II
- Halberstadt D.II
- Nieuport 11
- Avro 511
- Pemberton-Billing P.B.9
- Royal Aircraft Factory S.E.2
- Sopwith Tabloid

### Secuencias de designación
- Secuencia Numérica (interna de Bristol): 1 - 2 - 3 - 4 - 5 - 6 - 7 - 8 - 9 - 10 - 11 →